# The Young Mr. Pitt

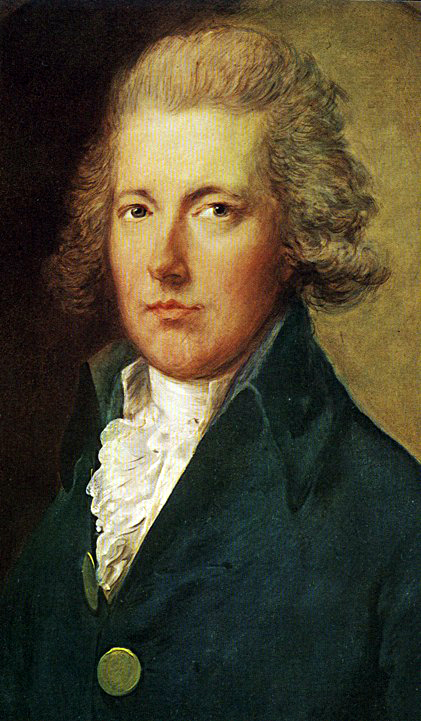
Der historische William Pitt der Jüngere (zeitgenössisches Gemälde)

The Young Mr. Pitt ist ein patriotisches britisches Historiendrama aus dem Jahre 1942 von Carol Reed mit Robert Donat in der Titel- und einer Doppelrolle als William Pitt, Vater und Sohn. In weiteren Hauptrollen sind Robert Morley, Phyllis Calvert und John Mills zu sehen.

## Handlung
Im Jahre 1770 hält der Erste Earl of Chatham, William Pitt der Ältere, eine flammende Rede im britischen Parlament in London, in der er die unfaire Behandlung der Neusiedler in den amerikanischen Kolonien anprangert. Sein Sohn, William dem Jüngeren, rät er eindringlich nicht nach Ruhm im Krieg zu streben. Jahre später freut sich König Georg III., dass er die ungeliebten Politiker bzw. Premierminister Charles James Fox und Lord North, unter denen die nordamerikanischen Kolonien, die sich zu den Vereinigten Staaten von Amerika formten, losgeworden ist. Es scheint jedoch keinen perfekten Ersatz zu geben. Zur Überraschung der politischen Altvorderen wählt der König William Pitt zum jüngsten Premierminister, den das Vereinigte Königreich bislang gekannt hat, auch wenn dieser den Krieg gegen die nordamerikanischen Kolonien scharf kritisiert hatte und sich stattdessen einen Rufs als mutiger Reformer erworben hatte.
Pitt versucht in seinem politischen Ränkespiel die Unterstützung des erfahrenen Fox zu gewinnen, wird aber von diesem abgewiesen. Pitt erhält für seine Vorhaben keine Mehrheit und wird im Parlament verspottet, weigert sich aber trotz dieser frühen Rückschläge zurückzutreten. Er ist sogar Gegenstand eines nächtlichen Hinterhalts, aber die bekannten Boxer Dan Mendoza und John „Gentleman“ Jackson helfen ihm dabei, die Angreifer zu vertreiben. Beruhigt durch die Behauptungen der Boxer, ihn in der Öffentlichkeit stark zu unterstützen, ruft Pitt eine Wahl auf der Basis von Frieden und Wohlstand aus, die ihm eine Mehrheit gibt. Gegen Fox’ ständigen Widerstand leitet der junge Mr. Pitt dann Reformen ein und stärkt die königlich-britische Marine. Zeitgleich steigt nach dem Ende der Französischen Revolution in Frankreich Napoleon Bonaparte zum Kaiser seines Landes auf und wird bald zur Bedrohung von Großbritanniens Herrschaftsanspruch über die sieben Weltmeere. Als die Niederlande überfallen werden, gerät Großbritannien in den Konflikt. Während sich der Krieg hinzieht, fordern Fox, die Öffentlichkeit und sogar Pitts Freund William Wilberforce, dass der Premierminister mit Napoleon über eine Friedenslösung verhandelt.
Pitt entdeckt derweil, dass er seine persönlichen Finanzen vernachlässigt hat und nun tief verschuldet ist. Erschwerend kommt hinzu, dass der Politiker Pitt erkennt, dass seit der Machtübernahme durch Napoleon in Frankreich mit dem alten Rivalen auf der anderen Seite des Ärmelkanals kein Friedensschluss möglich sein wird. Pitt geht ganz in diesen Kampf auf und opfert dafür sogar seine Liebe zu Eleanor Eden. Er führt eine kühne aber riskante Strategie ein, geht im Mittelmeer in die Offensive, und beauftragt den Admiral Horatio Nelson mit der Führung des britischen Marinegeschwaders. Die politische Beanspruchung führt eines Tages zu Pitts gesundheitlichem Zusammenbruch. Lord Nelson findet und zerstört derweil die französische Flotte in der Schlacht am Nil. Das Volk bejubelt Pitt, aber die beschwerlichen Kämpfe gehen weiter, und als Napoleon an den König schreibt und diesem einen Friedensvertrag anbietet, wird Pitt von seinem alten Widersacher Fox, der öffentlichen Meinung und seiner angeschlagenen Gesundheit zum Rücktritt genötigt. Ein Friedensvertrag wird unterzeichnet, der Napoleon Zeit gibt, seine Armeen und seine Flotte aufzubauen. Er versammelt seine Truppen an der französischen Küste gegenüber England. Angesichts der drohenden Invasionsgefahr ruft das Land erneut nach Pitt. Trotz der Warnungen seines Arztes wird William Pitt wieder Ministerpräsident. Nun erhält er sogar von Fox Unterstützung. Der entscheidende britische Sieg bei der Schlacht von Trafalgar beendet die Gefahr einer französischen Invasion.

## Produktionsnotizen
The Young Mr. Pitt ging am 21. September 1942 in den Massenstart in England. In Deutschland war der Streifen nie zu sehen.
Maurice Ostrer war Produktionschef, Alex Vetchinsky schuf die Filmbauten. Cecil Beaton entwarf, assistiert von Maurice Carter, die historische Ausstattung und erstellte auch die Kostüme. Ronnie Taylor war Kameraassistent (sog. „clapper loader“). Wendy Toye übernahm ungenannt die Choreographie.

## Kritiken
Bosley Crowther konstatierte in der The New York Times “die Natur der historischen Periode, in der dieser Film spielt, und die offensichtliche Treue der Autoren zu den Tatsachen aus Herrn Pitts Leben verschwören sich miteinander, um zu verhindern, dass dieser Streifen eine scharfe dramatische Wirkung hat.”
Der Movie & Video Guide schrieb: „Langes, nur gelegentlich bewegendes historisches Drama“.
Halliwell‘s Film Guide charakterisierte den Film wie folgt: „Unförmige und überlange aber allgemein unterhaltsame Historien-Imitation, die als Kriegszeitpropaganda gegen Hitler konzipiert wurde“.